# Balsthal
Balsthal is een gemeente en plaats in het Zwitserse kanton Solothurn en maakt deel uit van het district Thal.
Balsthal telt 5745 inwoners.

## Externe link

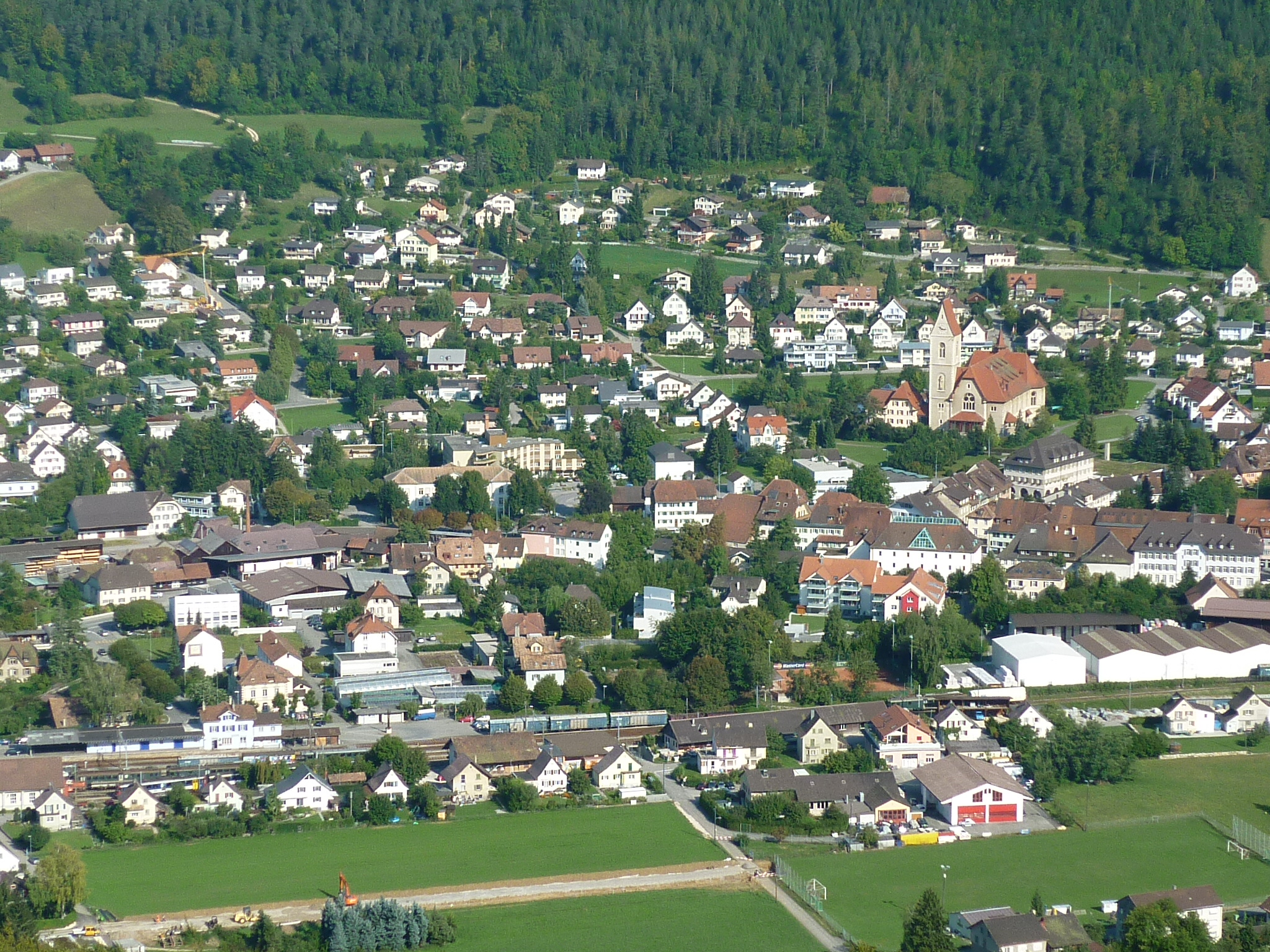
Balsthal